# Pellegrue
Pellegrue is een gemeente in het Franse departement Gironde (regio Nouvelle-Aquitaine). De plaats maakt deel uit van het arrondissement Langon. Pellegrue telde op 1 januari 2022 899 inwoners.

## Geografie
De oppervlakte van Pellegrue bedroeg op 1 januari 2022 38,18 vierkante kilometer; de bevolkingsdichtheid was toen 23,5 inwoners per km².

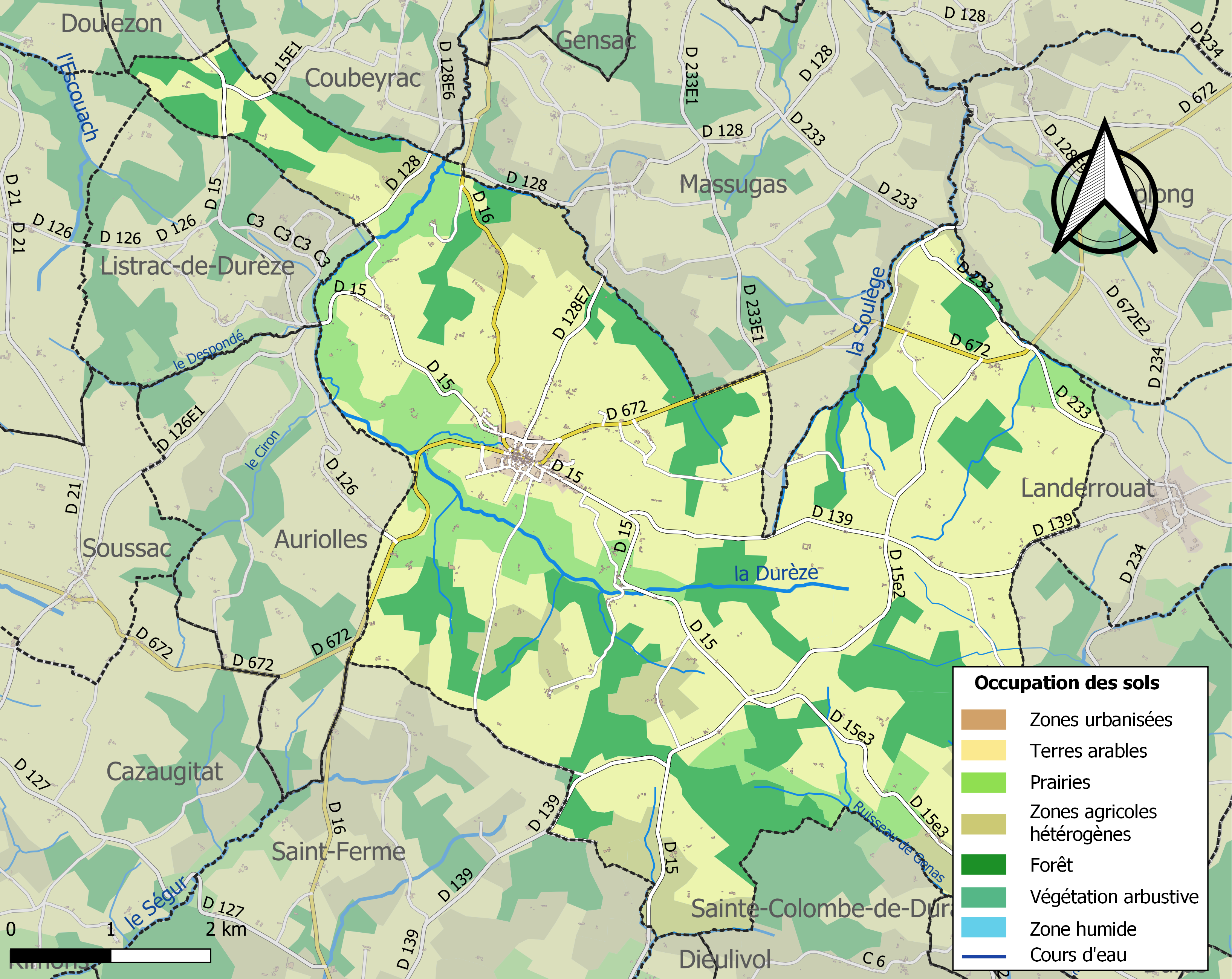
Kaart van de gemeente met belangrijkste infrastructuur, bodemgebruik en omliggende gemeenten

## Demografie
Onderstaande figuur toont het verloop van het inwonertal (bron: INSEE-tellingen).

## Afbeeldingen

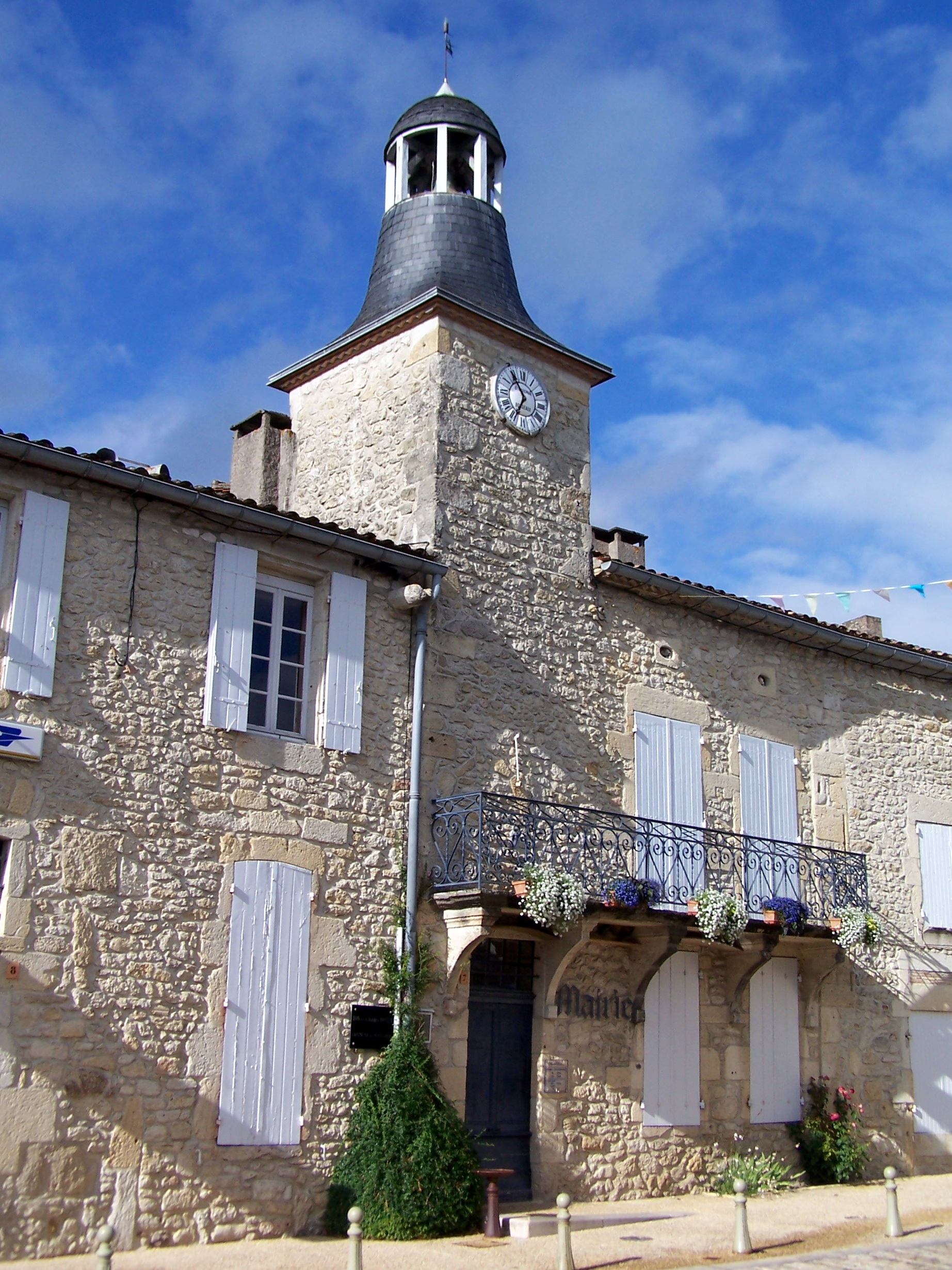
Gemeentehuis
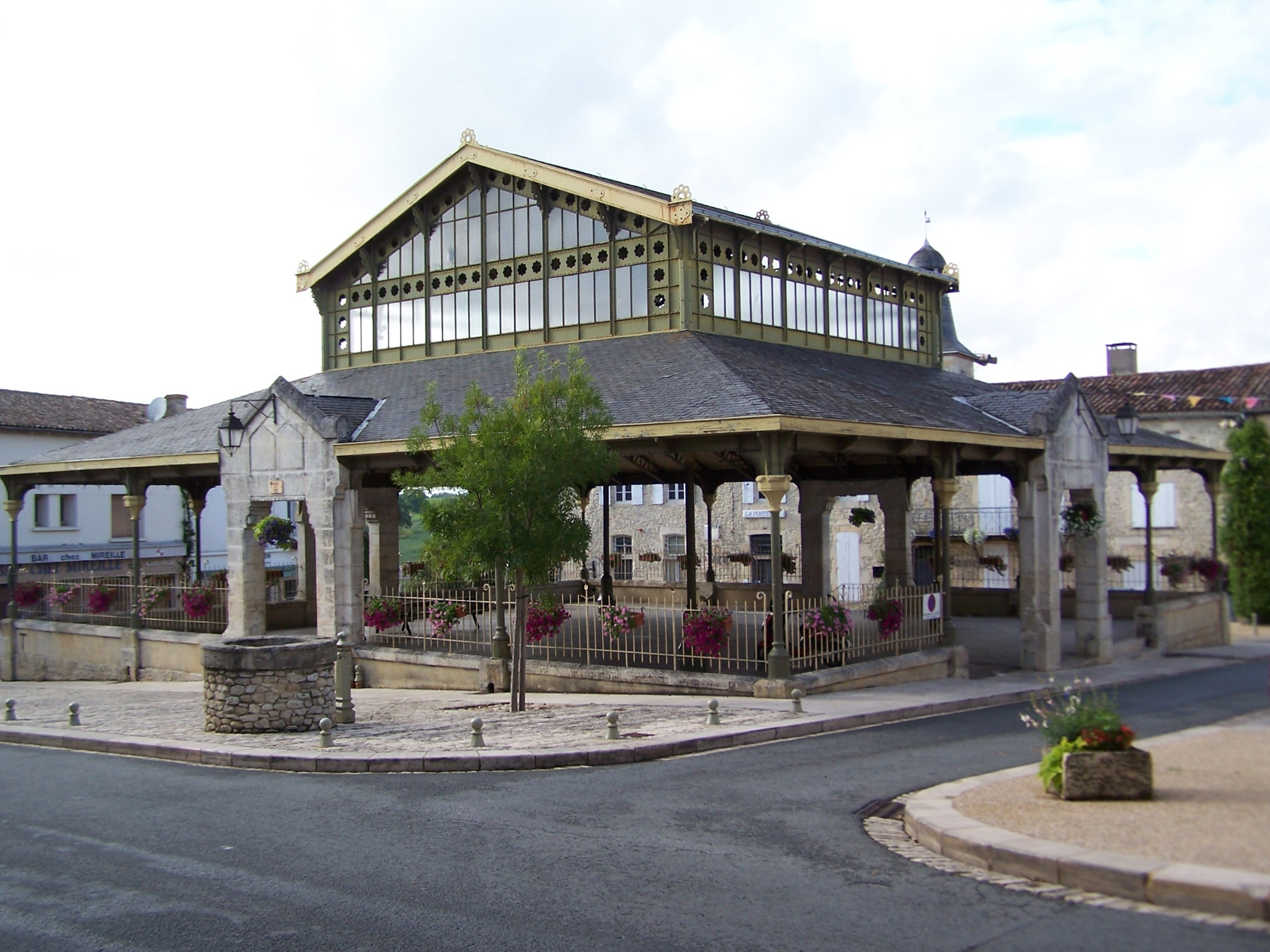
Markthal
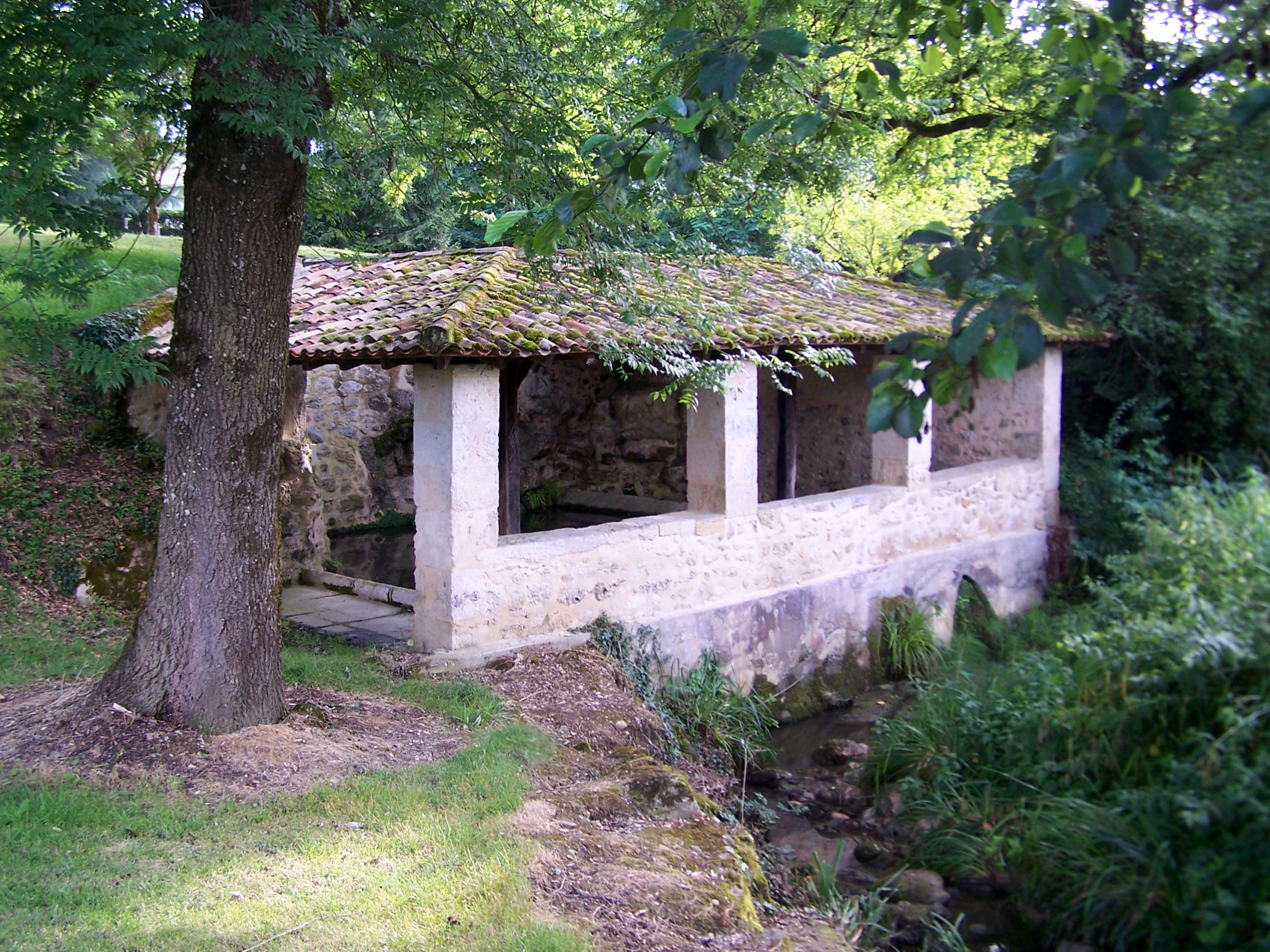
Lavoir (openbare wasplaats)